# Rio de la Sensa
Le rio della Sensa, rio de la Sensa en vénitien, (canal de l'Ascension) est un canal de Venise dans le sestiere de Cannaregio en Italie.

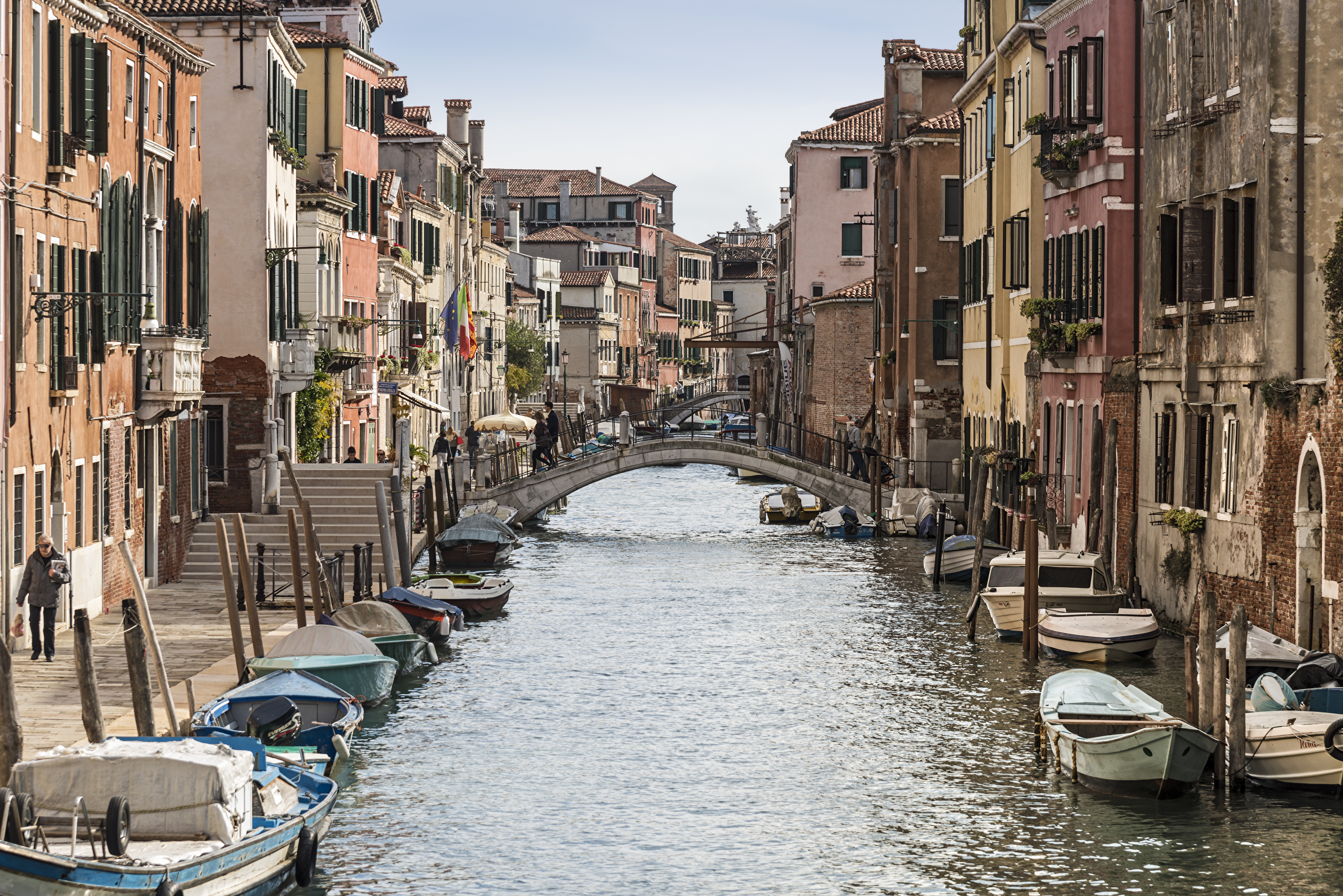
Du Ponte de la Malvasia au Ponte del Forno.

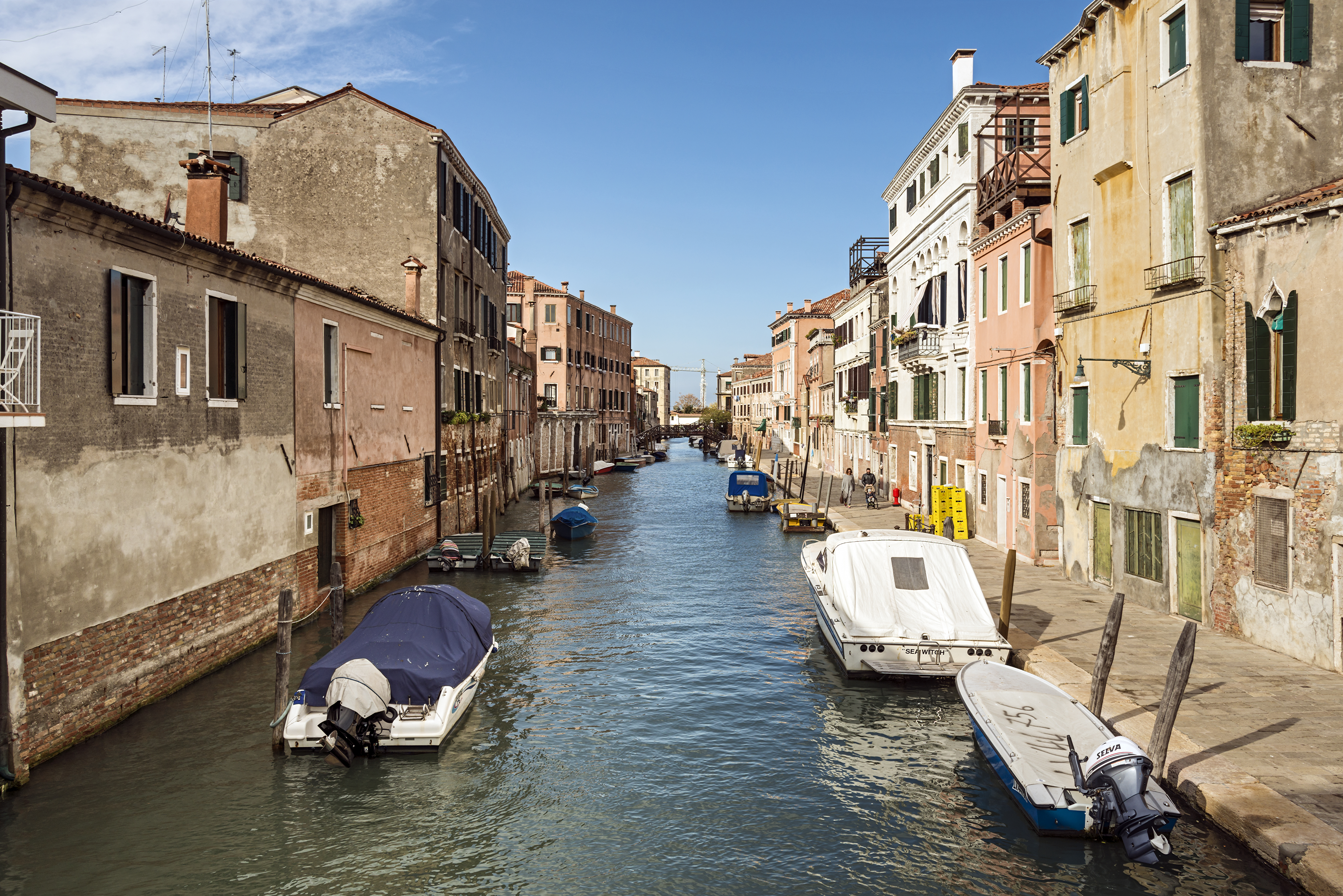
Du Ponte de la Malvasia au Ponte Turlona.

## Toponymie
Le rio de la Sensa aurait pris le nom du fresco, course de bateaux, qui avait lieu ici, spécialement le jour de l'Ascension, tel que représenté par Gabriele Bella dans son tableau Corso delle Cortigiane nel Rio della Sensa (pinacothèque Querini Stampalia).
La fête de la Sensa (it) (Ascension en vénitien) provient d'une légende selon laquelle le doge Sebastian Ziani, médiateur entre l'empereur Frédéric Barberousse et le pape Alexandre III scellant la paix de Venise, obtint le privilège du Sposalizio del Mare (mariage avec la mer), établissant la domination de la république de Venise sur toutes les mers. Lors de cette célébration, le Doge lançait une bague en or dans la mer à l'embouchure du port de San Nicolò, scellant ainsi cette union. Jadis, cette fête donnait lieu à une grande foire de quinze jours sur la place Saint-Marc.

## Description
Le rio della Sensa est un des canaux les plus longs de Venise, 1 059 m.
Il traverse le Cannaregio d'est en ouest entre le Canale della Misericordia et le Canale delle Sacche

### Situation
- Ce canal croise plusieurs autres canaux sur son long chemin, d'ouest en est :
  - rio dei Riformati
  - rio dei Trasti
  - rio dei Lustraferri
  - rio degli Zecchini
  - rio dei Muti
- Il longe :
  - le palais Mastelli del Cammello;
  - la maison du Tintoret, voisine ;
  - le Palais Arrigoni Caragiani ;
  - le palais Michiel ;
  - la Scuola Vecchia de la Misericordia, le Campo de l'Abbazia.
- Le canal est longé par les Fondamente dei Muti et della Sensa sur une grande partie nord ;

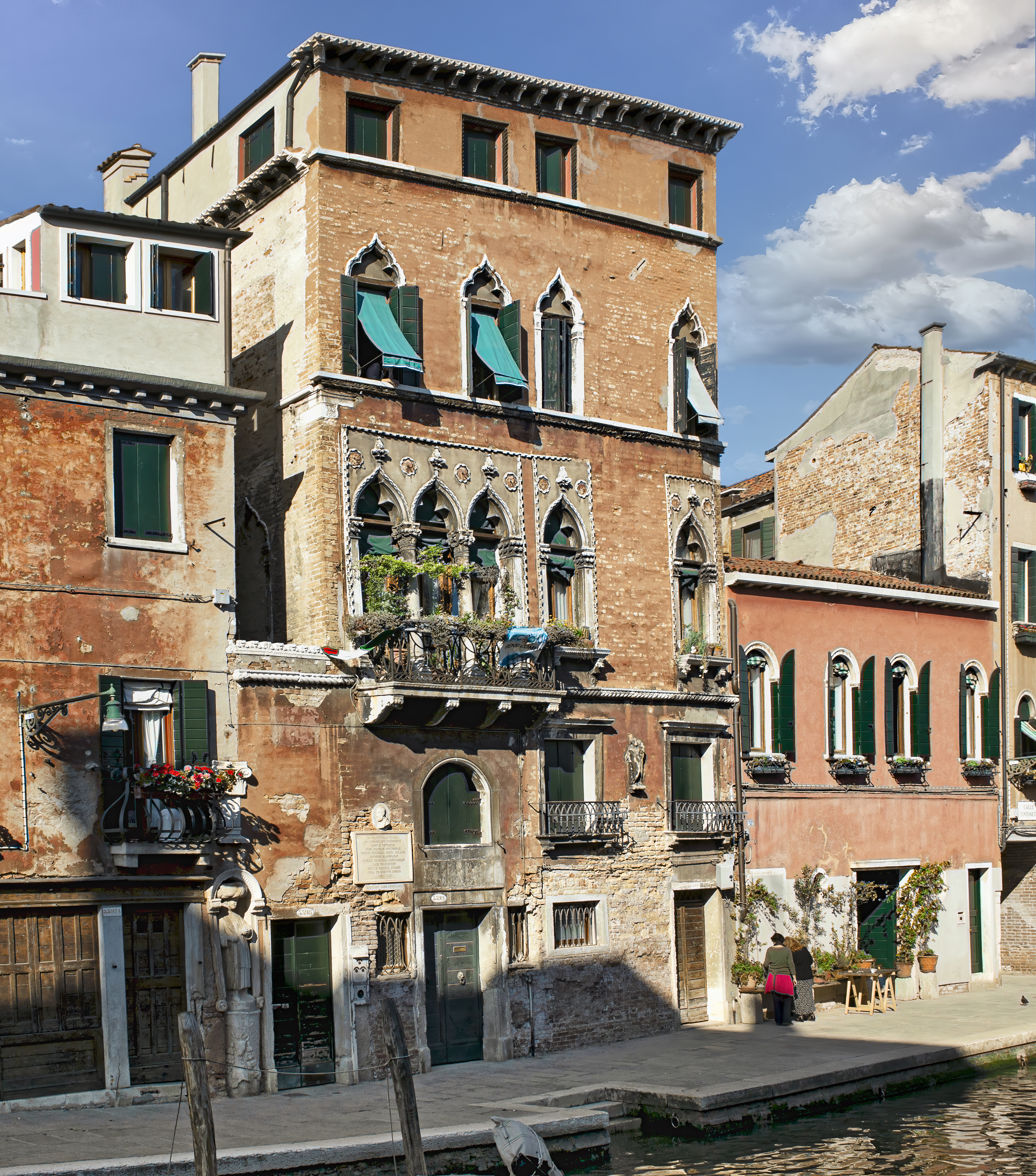
La maison du Tintoret sur le Fondamenta dei Mori
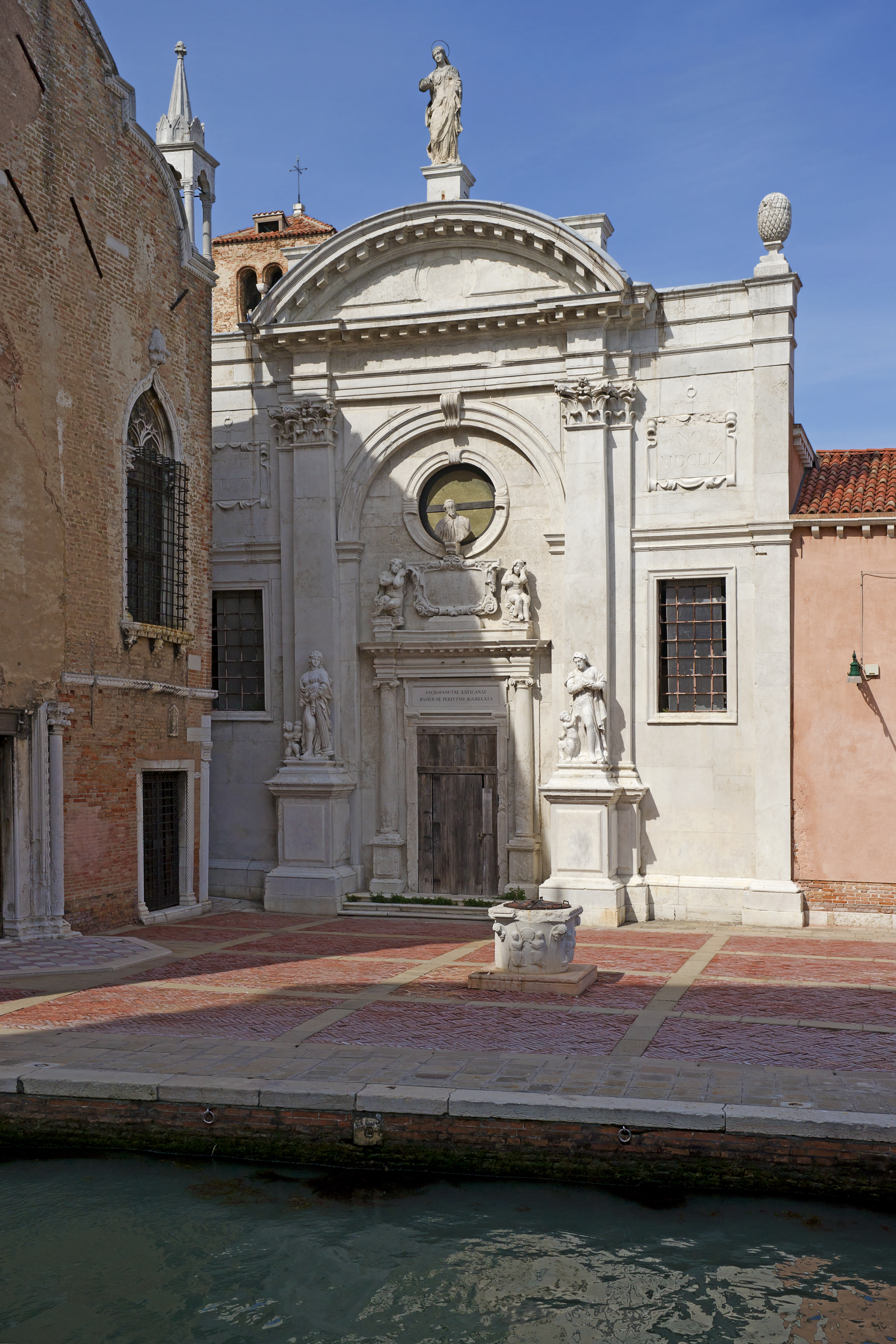
Le Campo de l'Abbaziae

### Ponts
Ce rio est traversé par différents ponts, d'est en ouest :
- 1. le Ponte dell'Abbazia (en bois) à son embouchure dans le canal de la Misericordia. L'Abbazia renvoie à l'église Santa Maria della Misericordia ;
- 2. le ponte Corte Vecia reliant le Campiello Trevisani au Fondamenta de l'Abazia ;
- 3. le ponte dei Mori reliant le Campo du même nom avec la calle Larga. Ici, les Mori ne renvoient pas aux Maures, mais bien à l'origine des Mastelli : Morea.
- 4. le Ponte del Forno (en pierre, arc surbaissé, parapets fer) reliant la calle du même nom avec le Fondamenta de la Sensa. Le nom assez courant renvoie à un four dans les environs ;
- 5. le Ponte de la Malvasia (en pierre, arc en anse de panier, parapets fer) reliant la calle du même nom avec le Fondamenta de la Sensa. Malvasia réfère vers des boutiques vendant des vins non natifs, mais amenés par bateau.
- 6. le Ponte Turlona reliant la calle du même nom avec le Fondamenta de la Sensa. La famille Turloni possédait 24 maisons ici, mais en 1599, Giacomo Turloni dut s'exiler et ses biens furent vendus à Polo Antonio Labia ;
- 7. le Ponte Contarini reliant le Campiello della Fornasa Vecia à la Calle San Girolamo.

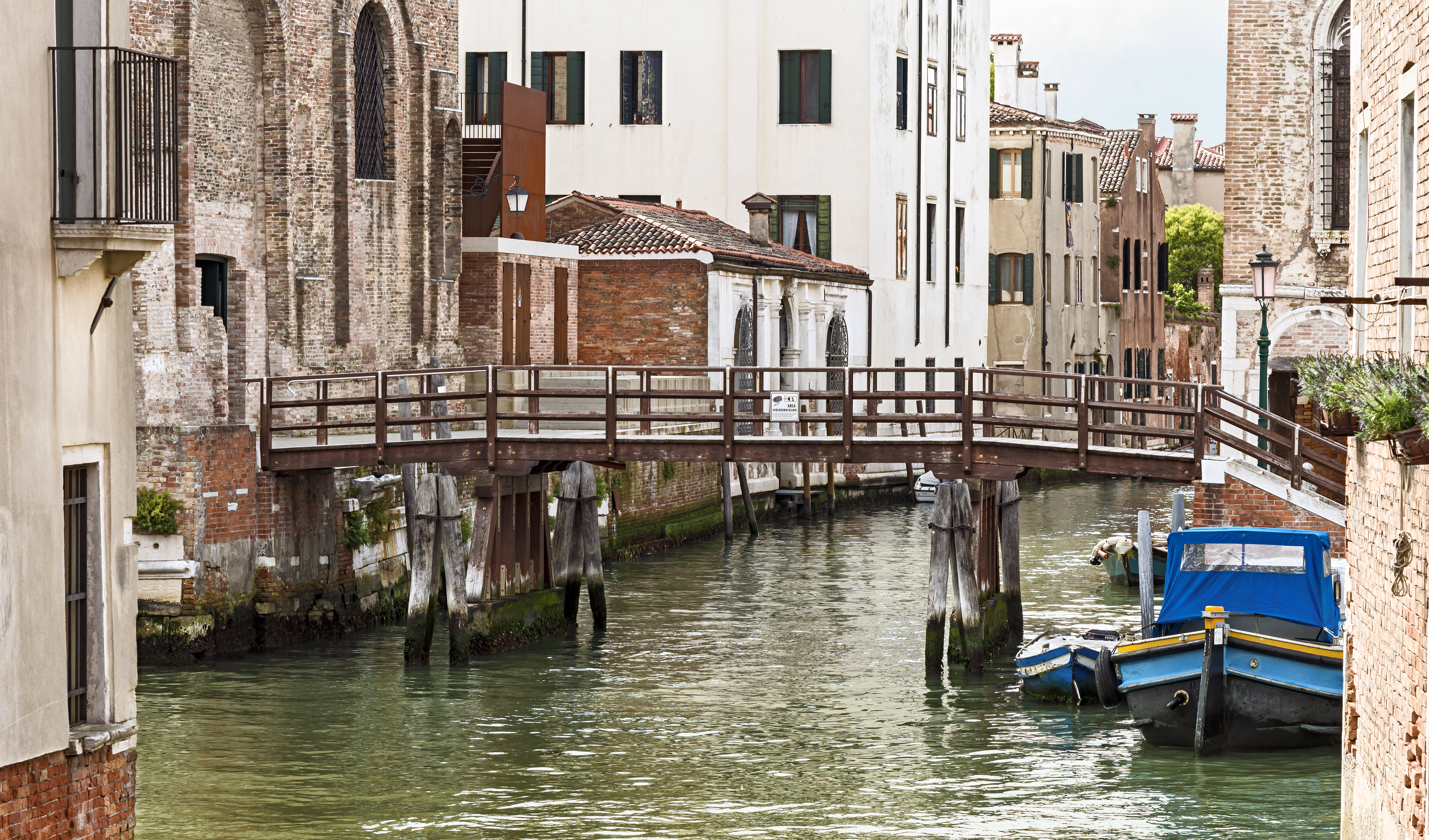
Ponte dell'Abazia
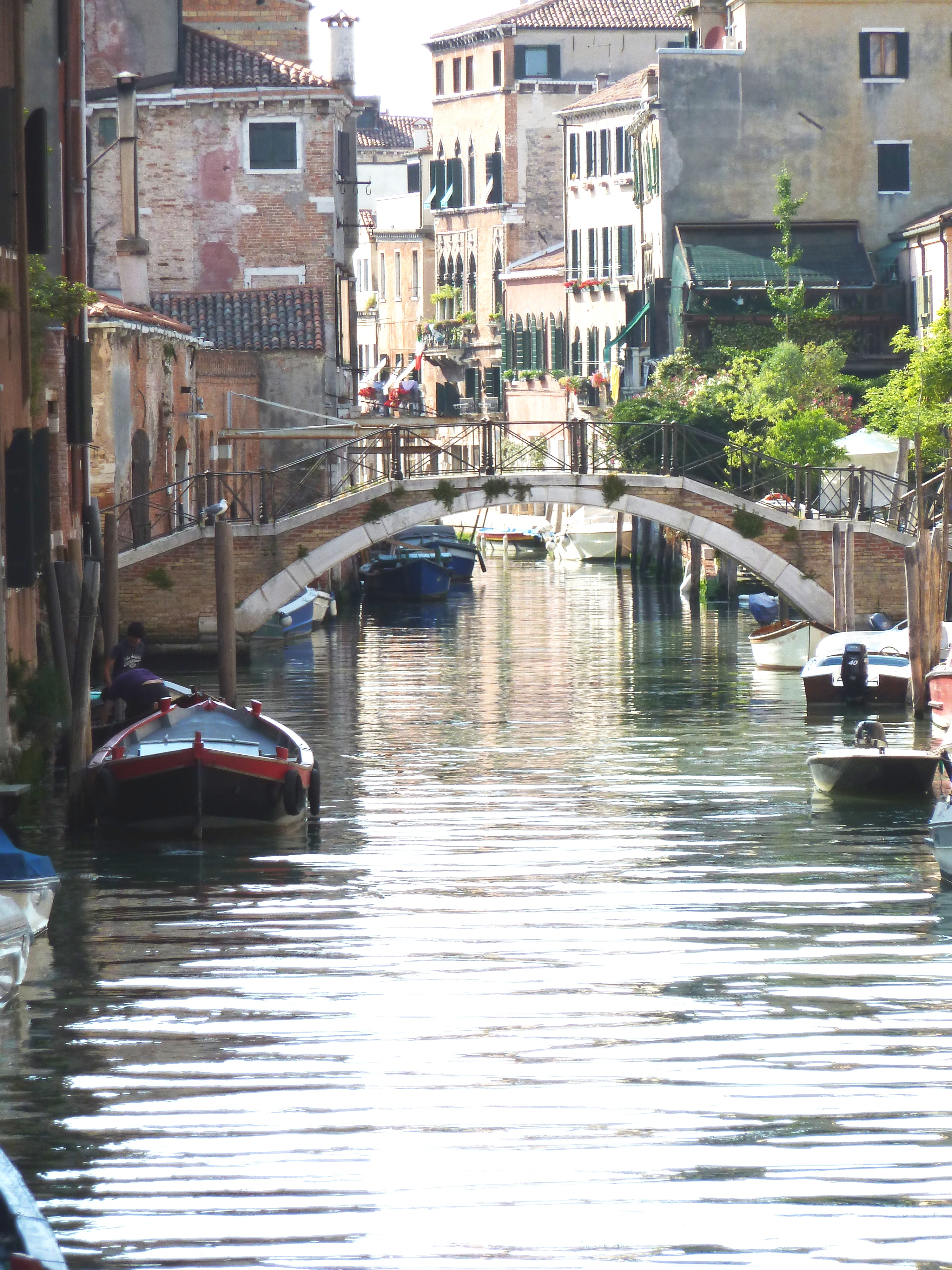
Le ponte Corte Vecia
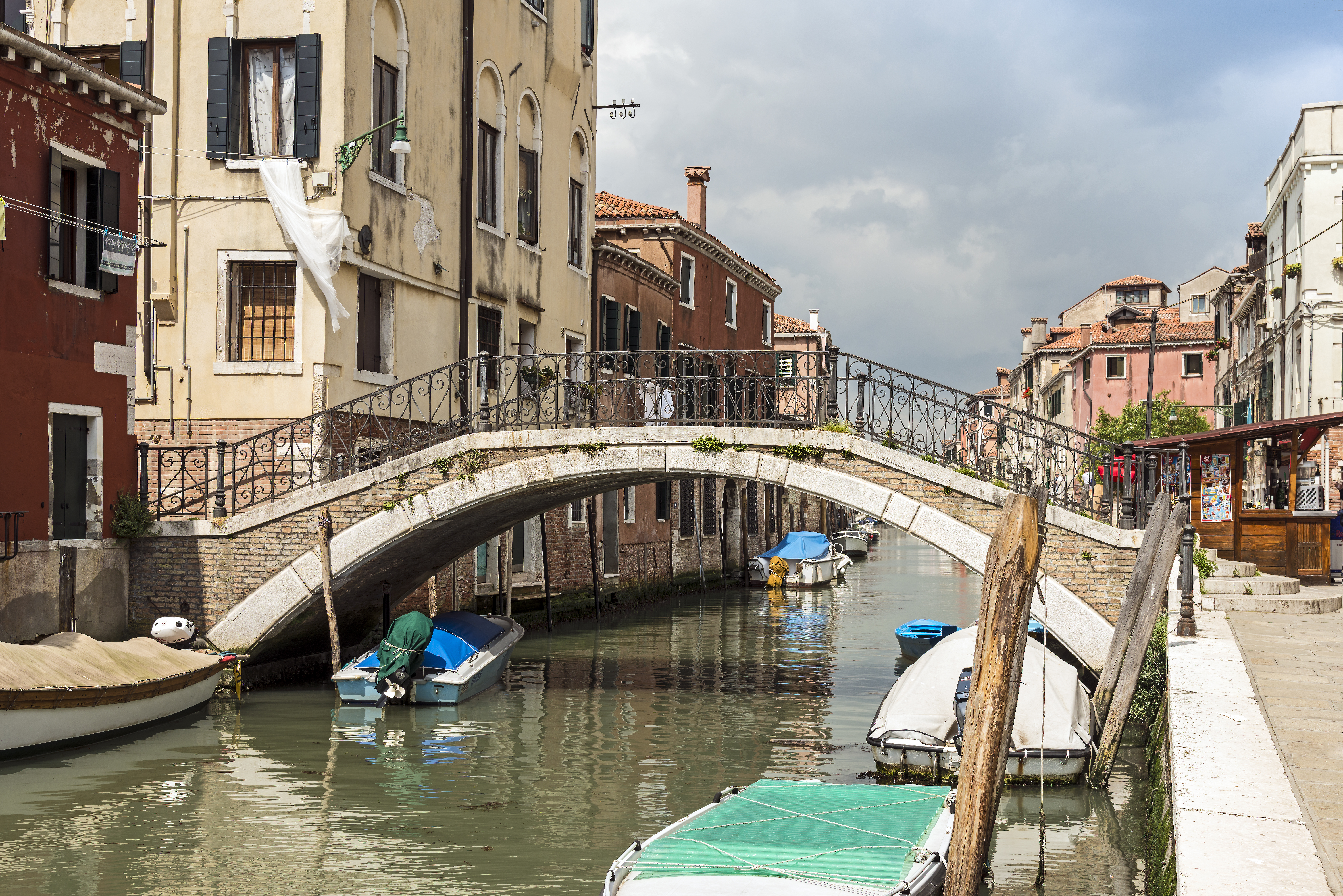
Le ponte dei Mori
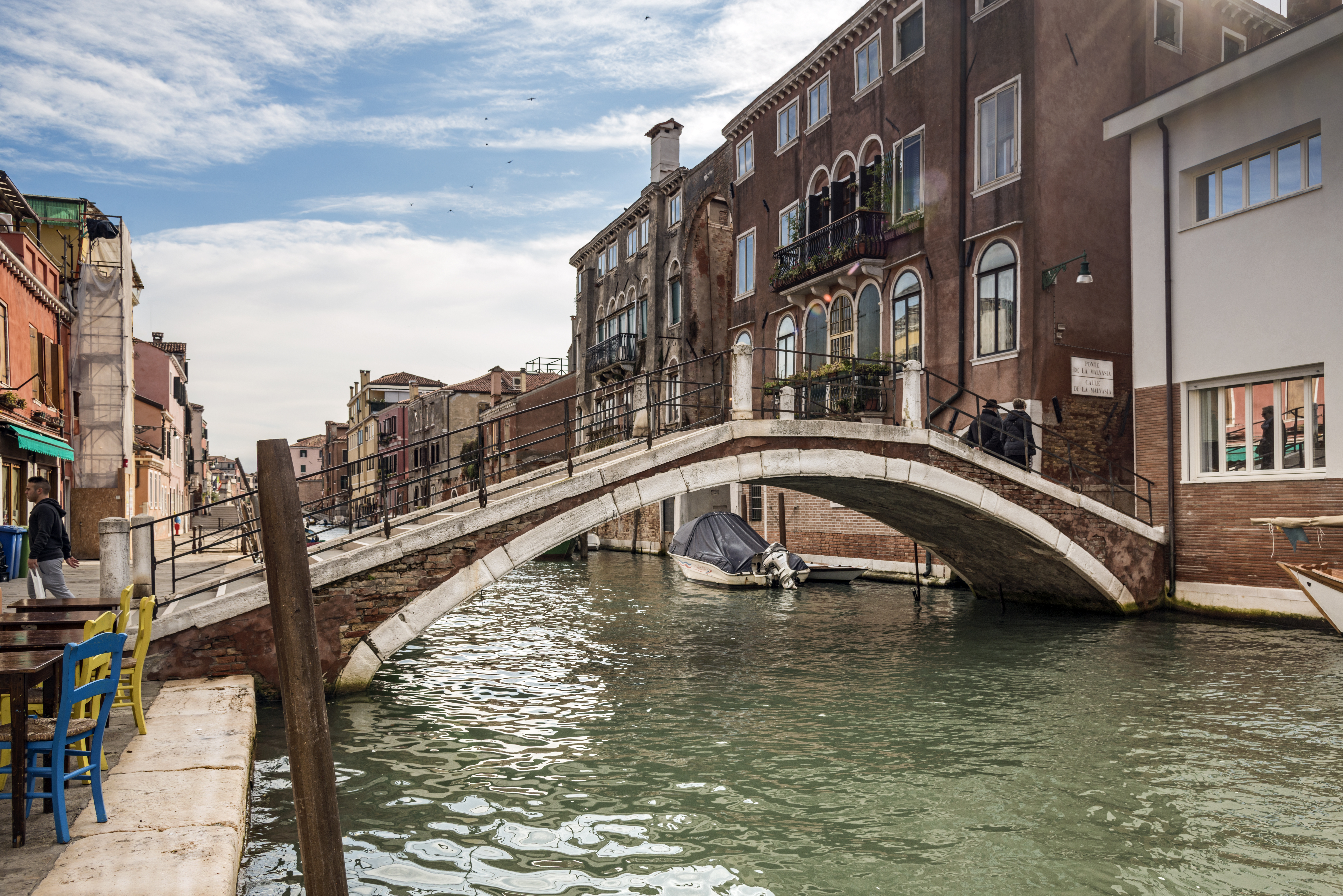
Ponte de la Malvasia
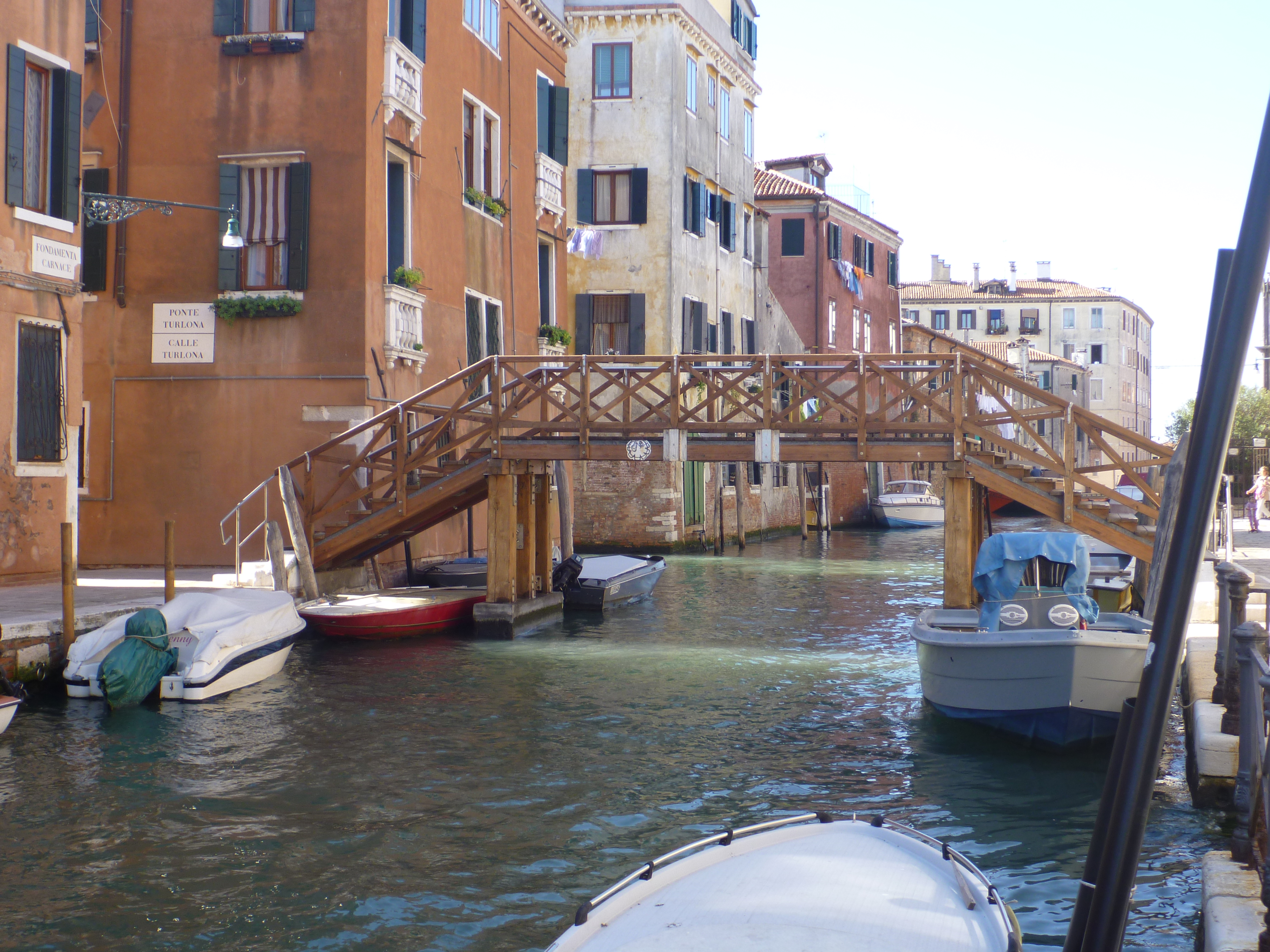
Ponte Turlona
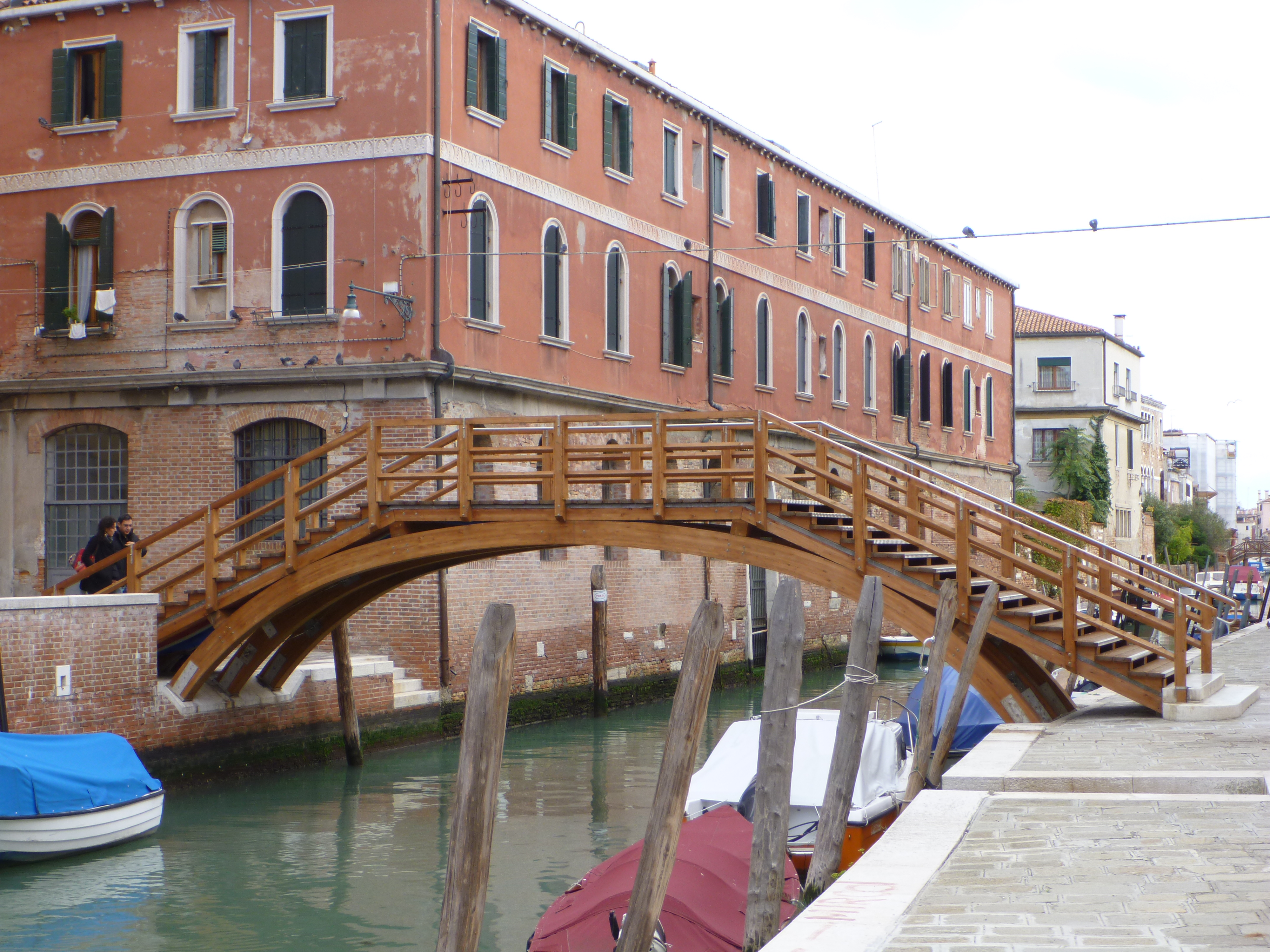
Ponte Contarini

## Le rio dans l'Art
Gabriele Bella a peint La course des courtisanes sur le Rio della Sensa au XVIIIe siècle, huile sur toile exposée à la Pinacoteca Querini Stampalia.

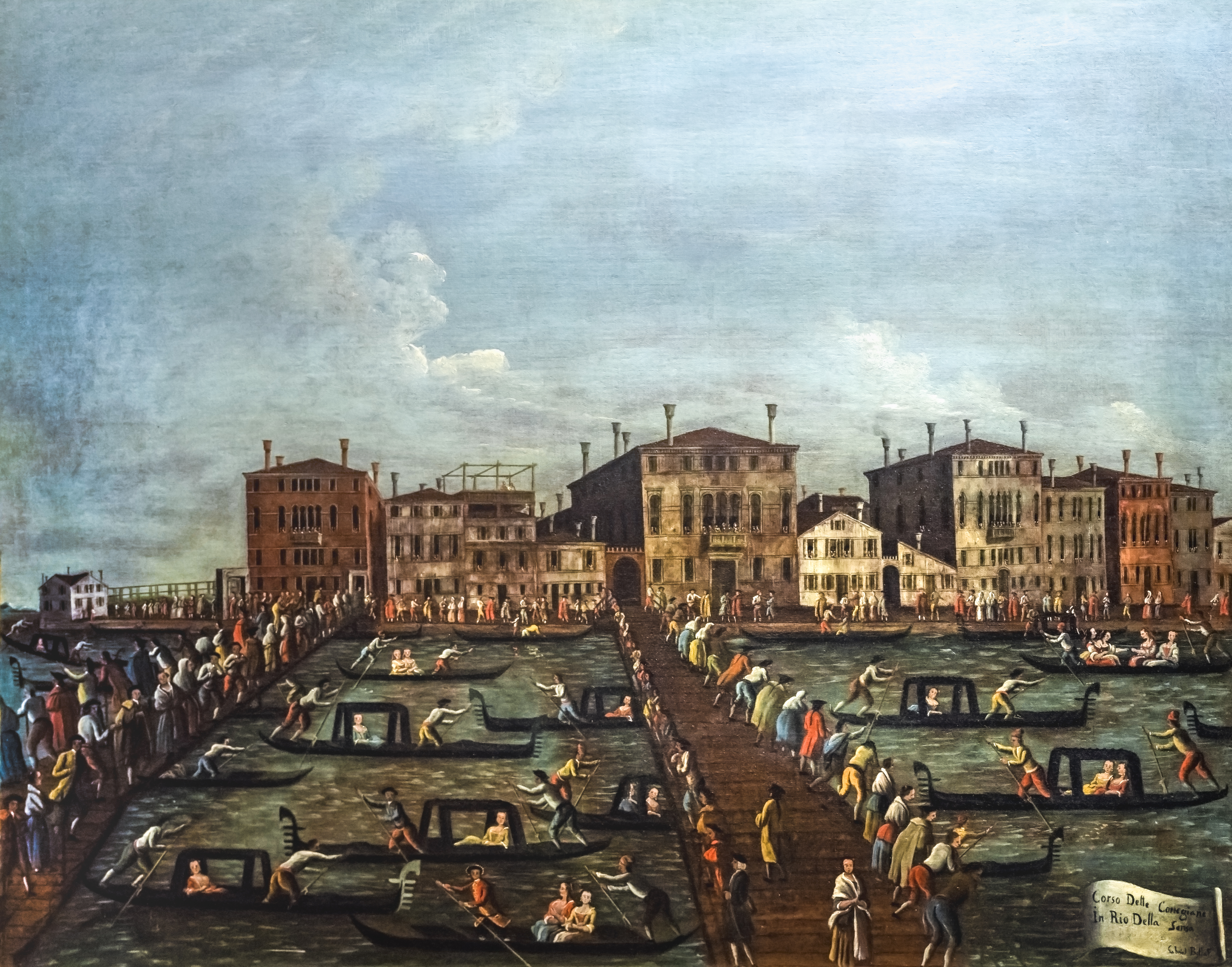